# Benjamín Enzema
Benjamín Manuel Enzema Owono (Evinayong, 25 marzo 1989) è un mezzofondista equatoguineano.
Ha rappresentato il proprio paese in occasione dei Giochi olimpici di Londra 2012 e Rio de Janeiro 2016. Enzema è detentore di numerosi record nazionali.

## Record nazionali
- 800 metri piani: 1'50"91 ( Asaba, 2 agosto 2018)
- 800 metri piani indoor: 1'58"19 ( Istanbul, 9 marzo 2012)
- 1 500 metri piani: 3'46"14 ( Courtrai, 14 luglio 2018)
- 1 500 metri piani indoor: 3'53"07 ( Liévin, 18 febbraio 2018)
- 3 000 metri piani: 8'24"48 ( Angoulême, 1º giugno 2018)
- 5 000 metri piani: 14'18"46 ( Blois, 23 giugno 2018)
- Mezza maratona: 1h08'06" ( Nuaillé, 18 marzo 2018)
- Maratona: 2h21'41" ( Val-de-Reuil, 14 ottobre 2018)[1]

## Palmarès
| Anno | Manifestazione           | Sede           | Evento       | Risultato | Prestazione | Note                                     |
| ---- | ------------------------ | -------------- | ------------ | --------- | ----------- | ---------------------------------------- |
| 2009 | Mondiali                 | Berlino        | 1500 m piani | Batteria  | 4'13"17     |                                          |
| 2011 | Giochi panafricani       | Maputo         | 800 m piani  | Batteria  | 1'57"87     | Record nazionale                         |
| 2011 | Giochi panafricani       | Maputo         | 1500 m piani | Batteria  | 4'04"80     |                                          |
| 2012 | Mondiali indoor          | Istanbul       | 800 m piani  | Batteria  | 1'58"19     | Record nazionale                         |
| 2012 | Campionati africani      | Porto-Novo     | 800 m piani  | Batteria  | 1'56"23     | Record nazionale                         |
| 2012 | Giochi olimpici          | Londra         | 800 m piani  | Batteria  | 1'57"47     |                                          |
| 2013 | Giochi della Francofonia | Nizza          | 800 m piani  | Batteria  | 1'57"31     |                                          |
| 2013 | Mondiali                 | Mosca          | 800 m piani  | Batteria  | 1'56"82     | Miglior prestazione personale stagionale |
| 2015 | Giochi panafricani       | Brazzaville    | 800 m piani  | Batteria  | 1'53"35     | Record nazionale                         |
| 2016 | Campionati africani      | Durban         | 1500 m piani | Batteria  | 4'11"87     |                                          |
| 2016 | Giochi olimpici          | Rio de Janeiro | 800 m piani  | Batteria  | 1'52"14     |                                          |
| 2017 | Mondiali                 | Londra         | 1500 m piani | Batteria  | 3'48"39     |                                          |
| 2018 | Mondiali indoor          | Birmingham     | 1500 m piani | Batteria  | dq          |                                          |
| 2018 | Campionati africani      | Asaba          | 800 m piani  | Batteria  | 1'50"91     | Record nazionale                         |
| 2018 | Campionati africani      | Asaba          | 1500 m piani | Batteria  |             |                                          |
| 2019 | Mondiali                 | Doha           | 800 m piani  | Batteria  | 1'51"69     | Miglior prestazione personale stagionale |
| 2021 | Giochi olimpici          | Tokyo          | 1500 m piani | Batteria  | 3'48"17     |                                          |

## Altre competizioni internazionali
2019
- 9º alla Maratona di Annecy ( Annecy) - 2h23'38"